# Sterling (Colorado)
Sterling je správní město okresu Logan County ve státě Colorado ve Spojených státech amerických. K roku 2010 zde žilo 14 777 obyvatel. S celkovou rozlohou 17,8 km² byla hustota zalidnění 747,25 obyvatel na km².